# Балуанколь
Балуанколь (каз. Балуанколь, до 199? г. — Чапаево) — упраздненное село в Жаркаинском районе Акмолинской области Казахстана. Входил в состав Бирсуатского сельского округа. Исключено из учетных данных в 2005 году.

## География
Село располагалось в 61 км на юго-восток от центра района город Державинск.

## История
В 1989 году административно село входило в состав Жанадалинского района, являясь административным центром и единственным населённым пунктом одноимённого тогда сельсовета. 
В 2005 году в связи с оттоком населения было упразднено, поселение вошло в состав села Бирсуат. 

## Население
В 1989 году население села составляло 481 человек (из них казахов 38%, русских 23%).
В 1999 году население села составляло 12 человек (9 мужчин и 3 женщины).
| Численность населения | Численность населения |
| 1989                  | 1999                  |
| --------------------- | --------------------- |
| 481                   | ↘12                   |